# Peep Peterson
Peep Peterson (ur. 29 marca 1975 w Tartu) – estoński działacz związkowy i polityk, w latach 2022–2023 minister zdrowia i pracy.

## Życiorys
Absolwent szkoły Tallinna Majanduskool (1996), studiował prawo i dziennikarstwo na Uniwersytecie w Tartu. Kierował oddziałem estońskiego związku zawodowego skupiającego pracowników sektora transportowego w Tartu (1996–2000), a także sekretariatem frakcji w Riigikogu (2000–2003). W latach 2003–2013 przewodniczył zarządowi związku zawodowego pracowników sektora transportowego. Od 2013 do 2022 stał na czele Konfederacji Estońskich Związków Zawodowych.
Związany z socjaldemokratami; działał w ugrupowaniu w latach 1992–2013, powrócił do Partii Socjaldemokratycznej w 2019. W lipcu 2022 z jej rekomendacji objął stanowisko ministra zdrowia i pracy w drugim rządzie Kai Kallas. Urząd ten sprawował do kwietnia 2023.